# Blaster (singolo)
Blaster (ブラスター?) è il primo singolo del gruppo musicale giapponese Flow pubblicato il 2 luglio 2003.

## Il disco
Il singolo ha raggiunto la dodicesima posizione della classifica Oricon dei singoli più venduti in Giappone, vendendo 17 096 copie.

## Tracce
CD singolo KSCL-902
1. Blaster (ブラスター)
2. Nostalgia (ノスタルジア)
3. From 9 to 0

Durata totale: 9:45

## Classifiche
| Classifica (2003) | Posizione massima |
| ----------------- | ----------------- |
| Giappone (Oricon) | 12                |